# Metriocampa aspinosa
Metriocampa aspinosa är en urinsektsart som beskrevs av Allen 2002. Metriocampa aspinosa ingår i släktet Metriocampa och familjen Campodeidae. Inga underarter finns listade i Catalogue of Life.